# Аталанта
Аталанта (грч. Αταλάντη, Atalante) је име две краљевске кћери из Беотије и Аркадије.

## Митологија
У миту о Аталанти су првобитно биле две особе истог имена – Аталанта из Аркадије и Аталанта из Беотије, уз које су везане разне згоде и незгоде, као нпр. борба са фтиским краљем Пелејем и суделовањем у походу Аргонаута. Ти митови и особине су их потпуно изједначили и сасвим их спојили.
Први је то учинио, средином 2 века пре нове ере, песник Аполодор, а неке елементе мита о Аталанти (лов на вепра) налазе се и код Хомера. Најстарији помен о Аталантиним такмичењима са просцима налазе се у песми из 7 века пре нове ере која се приписује Хезиоду.
Према античким изворима, драму Аталанта написао је Есхил, а наводно и Софокле. Од римских песника истоимену драму је написао у 2 веку пре нове ере Пакувије. Прича о Аталанти је раширена и позната до данашњих дана по Овидијевим Метаморфозама.

## Легенда о Аталанти из Беотије
Аталанта је била кћерка беотијског краља Шенеја и његове жене Климене. 
Одмах након рођења су је однели у шуму јер је њен отац Шенеј желео само синове.
У шуми је Аталанту пронашла медведица и спасла је. Одгојена у шуми и препуштена самој себи, израсла је у лепотицу и стекла невероватну окретност и снагу да је у свему могла надјачати многе мушкарце. Због те своје особине је било разумљиво што је сваки мушкарац желео да му Атланта буде жена.
Аталанта је редом одбијала све своје просце, а онога који је био упоран у својим настојањима да је испроси себи за жену, Аталанта је позивала да се са њом такмичи у трчању. И тако је, победивши свакога, дуго чувала своју слободу. Победио је једино предивни Хипомен, коме је богиња Афродита притекла у помоћ. 
Афродита је Хипомену дала три златне јабуке и посаветовала га да у току трке, с времена на време испусти по једну јабуку, и то у часу када га Аталанта у трчању сустигне.
Аталанта није могла одолети испуштеним златним јабукама, и сваки пут се сагнула да их узме, и тако је на циљ дошла после Хипомена. Хипоменова победа није растужила Аталанту и она се, јер јој се он допао, са њим упутила у Онхест. Док су чекали на венчање, Аталанта је у шумском храму изјавила Хипомену љубав, а Зевс, за казну што су својим понашањем оскрнавили место боравка богова, претвори их обоје у шумске животиње.

## Легенда о Аталанти из Аркадије
Аталанта је била кћерка аркадскога краља Јасиона.

Аталанта из Аркадије је имала сличну судбину као и Аталанта из Беотије и након свих тих догађања је постала чувени ловац и била је позвана, као и сви јунаци тог времена у опасном лову на калидонског вепра, који је организовао Мелеагар, син калидонског краља.
Аталанта је надмашила све јунаке и прва је, стрелом погодила великог вепра, кога је затим убио Мелеагар, а кожу вепрову је поклонио Аталанти. како су и сви остали учесници лова желели да имају вепрову кожу, настало је велико крвопролиће из кога је Аталанта изашла као победник.
Аталанта из Аркадије се удала за јунака Меланиона и са њим имала сина Партенопеја, који је учествовао у рату седморица против Тебе , и у тој борби погинуо.

## О Аталанти
- 1629. године, Дубровчанин Јурије Палмотић је написао драму Аталанта. У овој драми - пастирској игри са елементима фарсе - Аталанта се у трчању такмичи са старцем Вукдрагом.
- 1911. године Е. Лудвиг је написао драму Аталанта.
- 1736. година, Г. Ф. Хендл је написао оперу Аталанта.
- 1635. године П. П. Рубенс је насликао слику Аталанта и Мелеагар.